# Tigran Chukhacheán

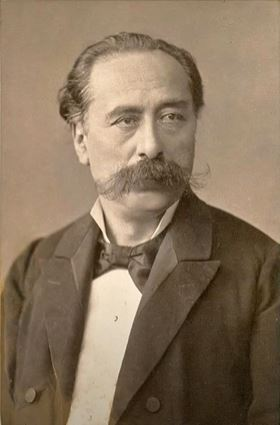

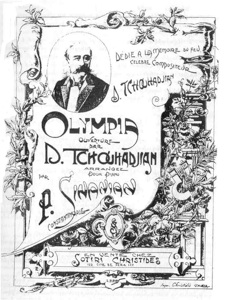
Primera página de la transcripción para piano de la obertura de la ópera Arshak II», publicada en Constantinopla en 1900.

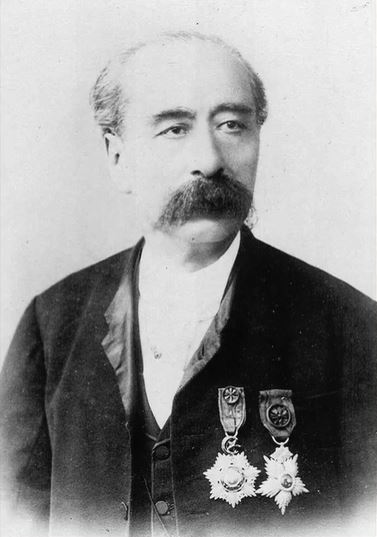
Chukacheán en su edad madura.

Tigrán Chukhacheán o Tigrán Chujadzhián o Dikrán Chukachián (26 de noviembre de 1837-11 de marzo de 1898) fue un compositor, director de orquesta, y activista armenio, fundador de la primera institución de ópera en el Imperio otomano. Es considerado el primer compositor de ópera en la historia turca.
Su nombre puede verse escrito de diversas maneras:
- Տիգրան Չուխաճեան (en la ortografía tradicional del idioma armenio
- Տիգրան Չուխաջյան (en la ortografía reformada del idioma armenio).
- /tigran chukjacheán/ (pronunciación).
- Dikran Tchoukhadjian (transliteración de su nombre en armenio occidental),
- Dikran Çuhacıyan (en turco moderno).
- Dikran Chukayián
- Tigran Chukhajian (transliteración de su nombre en armenio oriental).
- Tigran Choukhajian
- Tigran Chukhajian
- Tigran Chuhajian
- Tigran Tschuchadshjan.

## Biografía
Chukhacheán nació en Constantinopla. Estudió con el compositor Gabriel Yeranian, luego se mudó a Milán (Italia), donde tomó clases de música. Junto con otros intelectuales armenios de la época luchó por el desarrollo de una cultura nacional armenia, organizado sociedades musicales, teatros, escuelas, periódicos y conciertos gratuitos para armenios.
En sus obras Chukhacheán utiliza los elementos de las técnicas musicales europeas y melodías folklóricas armenias.
Creó obras para piano, canciones y romances, obras de cámara y sinfónicas, óperas ―Zémire (1890), Leblebiji (1875)―.
Murió en Esmirna (hoy Izmir). Chukhacheán está enterrado en el cementerio armenio de Esmirna.
Creó la primera ópera armenia, Arshak II (1868), basada en un hecho histórico sobre el rey Arsaces II.
Fue la primera «gran ópera armenia», con coros y ballets. Se considera la joya de la cultura musical armenia.
Fue puesta en escena parcialmente en 1873. Se estrenó completa el 29 de noviembre de 1945 en el Teatro de la Ópera Armenia (en Ereván). Desde entonces se ha presentado varias veces en ese teatro. En 2001 fue puesta en escena en la Ópera de San Francisco (California).
En 1874, Chukjacheán compuso la primera ópera escrita originalmente en turco, Arif'in Hilesi (‘El engaño de Arif’).
En 1840 ―34 años antes― se había estrenado en Constantinopla la ópera Belisario, de Gaetano Donizetti (1797-1848), acerca del general bizantino Flavio Belisario (505-565), traducida al idioma turco.